# Ophiolebes tuberosa
Ophiolebes tuberosa är en ormstjärneart som beskrevs av Matsumoto 1915. Ophiolebes tuberosa ingår i släktet Ophiolebes och familjen knotterormstjärnor. Inga underarter finns listade i Catalogue of Life.